# Labeo ruddi
Labeo ruddi är en fiskart som beskrevs av Boulenger, 1907. Labeo ruddi ingår i släktet Labeo och familjen karpfiskar. IUCN kategoriserar arten globalt som livskraftig. Inga underarter finns listade i Catalogue of Life.